# Comuna Novovasîlivka, Vradiivka
Novovasîlivka (în ucraineană Нововасилівка) este o comună în raionul Vradiivka, regiunea Mîkolaiiv, Ucraina, formată din satele Hrajdanivka și Novovasîlivka (reședința).

## Demografie
Componența lingvistică a comunei Novovasîlivka
     Ucraineană (95,04%)
     Română (3,24%)
     Rusă (1,73%)
Conform recensământului din 2001, majoritatea populației comunei Novovasîlivka era vorbitoare de ucraineană (95,04%), existând în minoritate și vorbitori de română (3,24%) și rusă (1,73%).